# جيل دنيس
جيل دنيس (بالإنجليزية: Gill Dennis)‏ هو كاتب سيناريو ومخرج أمريكي، ولد في 25 يناير 1941 في شارلوتسفيل في الولايات المتحدة، وتوفي في 15 مايو 2015 في بورتلاند في الولايات المتحدة.

## وصلات خارجية
- جيل دنيس على موقع IMDb (الإنجليزية)
- جيل دنيس على موقع ألو سيني (الفرنسية)
- جيل دنيس على موقع أول موفي (الإنجليزية)
- جيل دنيس على موقع قاعدة بيانات الأفلام السويدية (السويدية)
- جيل دنيس على موقع قاعدة بيانات الفيلم (الإنجليزية)
- جيل دنيس على موقع كينوبويسك (الروسية)